# Thinouia ternata
Thinouia ternata är en kinesträdsväxtart som beskrevs av Ludwig Radlkofer. Thinouia ternata ingår i släktet Thinouia och familjen kinesträdsväxter. Inga underarter finns listade i Catalogue of Life.